# Vissza a jelenbe (film)
A Vissza a jelenbe (eredeti cím: Hot Tub Time Machine) 2010-ben bemutatott amerikai sci-fi filmvígjáték Steve Pink rendezésében. A főszerepet John Cusack, Rob Corddry, Craig Robinson, Clark Duke, Crispin Glover, Lizzy Caplan és Chevy Chase alakítja.
A filmet 2010. március 26-án mutatták be. A folytatás 2015. február 20-án jelent meg Vissza a jelenbe 2. címmel.

## Rövid történet
Négy férfi egy pezsgőfürdőn keresztül visszautazik az időben 1986-ba, és meg kell találniuk a módját, hogy visszatérjenek 2010-be.

## Szereplők
- John Cusack – Adam Yates
  - Jake Rose – 1986-os Adam
- Rob Corddry – Lou "Violator" Dorchen
  - Brook Bennett – 1986-os Lou
- Craig Robinson – Nick Webber-Agnew
  - Aliu Oyofo – 1986-os Nick
- Clark Duke – Jacob Yates
- Chevy Chase – Szerelő
- Collette Wolfe – Kelly Yates
- Crispin Glover – Phil Wedmaier
- Sebastian Stan – Blaine
- Lizzy Caplan – April Drennan
- Crystal Lowe – Zoe
- Kellee Stewart – Courtney Agnew
- Odessa Rojen – a 9 éves Courtney
- Lyndsy Fonseca -Jenny
- Charlie McDermott – Chaz
- Jessica Paré – Tara
- William Zabka – Rick Steelman

## A film készítése
A filmet Steve Pink rendezte, a forgatókönyvet Josh Heald írta. A filmet elsősorban a Vancouveri Filmstúdióban (Vancouver) és a Fernie Alpine Resortban (Fernie, Brit Columbia) forgatták.

## Bemutató
A film a harmadik helyen nyitott; 2754 moziban 14 millió dolláros hétvégi bevételt hozott, átlagosan 5 091 dollárt mozinként. A Vissza a jelenbe Észak-Amerikában 50,3 millió dollárt, más területeken pedig 14,3 millió dollárt hozott, ami világszerte 64,6 millió dolláros összbevételt eredményezett a 36 millió dolláros költségvetéséhez képest.
A film 2010. június 1-jén jelent meg DVD-n és Blu-ray lemezen. Egy vágatlan változat is megjelent, a Blu-ray lemez pedig egy digitális verziót is tartalmazott. 